# Sami Ryhänen
Sami Ryhänen (* 23. Mai 1980 in Helsinki) ist ein finnischer Eishockeyspieler, der zuletzt bis 2011 beim SV Ritten in der italienischen Serie A1 unter Vertrag stand.

## Karriere
Sami Ryhänen begann seine Karriere als Eishockeyspieler bei HIFK Helsinki, für dessen Jugend er von 1996 bis 1999 aktiv war. Anschließend spielte er ein weiteres Jahr im Nachwuchs der Espoo Blues, bevor der Angreifer bei Uusikaupunki Jää-Kotkat aus der Mestis seinen ersten Profivertrag erhielt. Noch während seiner ersten Saison im Seniorenbereich wechselte er in die französische Division 1. Anschließend spielte Ryhänen je eine Spielzeit lang in der Mestis für Haukat Järvenpää sowie in der Ligue Magnus für Clermont-Auvergne HC. 
Vor der Saison 2003/04 erhielt der Finne einen Vertrag in der schwedischen HockeyAllsvenskan, wo er die folgenden eineinhalb Jahre für die Halmstad Hammers und Uppsala Hockey auf dem Eis stand, bevor er die Saison 2004/05 bei Stjernen aus der norwegischen UPC-ligaen beendete. Anschließend kehrte er in seine finnische Heimat zurück, wo der Center im folgenden Jahr für den HC Salamat Kirkkonummi aus der Mestis und Lukko Rauma aus der SM-liiga auf dem Eis stand. Nachdem er in der Saison 2006/07 ausschließlich bei SaiPa Lappeenranta unter Vertrag stand, spielte der Linksschütze in der Saison 2007/08 für SaiPa, den HC Innsbruck aus der Österreichischen Eishockey-Liga und IF Björklöven aus der HockeyAllsvenskan. 
Die Saison 2008/09 begann Ryhänen bei den Espoo Blues in der SM-liiga, ehe er unmittelbar vor den Playoffs zu deren Ligarivalen Tappara Tampere wechselte, bei dem er bis November 2009 unter Vertrag stand. Nachdem er anschließend vereinslos war, schloss er sich im Februar 2010 dem finnischen Zweitligisten LeKi an, für den er bis Saisonende spielte. Die Saison 2010/11 begann er bei HDD Olimpija Ljubljana in der Österreichischen Eishockey-Liga und spielte im weiteren Saisonverlauf für Almtuna IS in der schwedischen HockeyAllsvenskan sowie den SV Ritten in der italienischen Serie A1. Seither ist er vereinslos.